# Nguyễn Văn Hùng (taekwondo)
Nguyễn Văn Hùng (Thanh Hóa, 5 de mayo de 1980) es un deportista vietnamita que compitió en taekwondo y baloncesto. Se destacó en ambas disciplinas: como taekwondista ganó dos medallas en los Juegos Asiáticos en los años 1998 y 2002, cuatro en el Campeonato Asiático de Taekwondo entre los años 2000 y 2008, y cinco en los Juegos del Sudeste Asiático entre 1999 y 2007; en tanto que como baloncestista jugó a nivel internacional como miembro de la selección nacional de Vietnam.

## Trayectoria en el taekwondo
Nguyễn se destacó durante su adolescencia por su altura, por lo que comenzó su carrera deportiva en 1994 practicando voleibol tras ser reclutado por la Federación Provincial de Voleibol de Thanh Hóa. Sin embargo sólo jugó durante unos pocos meses, antes de que se viese obligado a abandonar el deporte por el recorte presupuestario que sufrió la organización que lo entrenaba.
En 1996, luego de haber sido tentado para competir en natación y atletismo, fue introducido en las artes marciales por el entrenador Trinh Dinh Tuan, escogiendo puntualmente el taekwondo. Su aprendizaje fue muy veloz, al punto tal que al año siguiente se consagró campeón nacional en su categoría y comenzó a representar a su país en torneos internacionales.
Nguyễn obtuvo la medalla de bronce en la categoría +83 kg del torneo de taekwondo masculino de los Juegos Asiáticos de 1998, organizados en la ciudad tailandesa de Bangkok. Ese trofeo sería el primero de varios que conquistaría en los siguientes años: obtuvo la medalla de plata en su disciplina en los Juegos Asiáticos de 2002, y cuatro medallas en el Campeonato Asiático de Taekwondo, incluyendo la medalla de oro en la edición de 2004, siendo el único vietnamita que en esa oportunidad pudo romper con  la hegemonía de los atletas coreanos. Asimismo dominó por completo la competición en los Juegos del Sudeste Asiático, obteniendo cinco medallas de oro entre 1999 y 2007.
El taekwondista también participó de dos ediciones de los Juegos Olímpicos de Verano: Atenas 2004 y Pekín 2008 (donde fue abanderado de su país en la ceremonia de clausura).
Por su desempeño deportivo, el gobierno vietnamita lo condecoró con la Orden del Trabajo de Primera Clase, un alto galardón nacional. Aunque se convirtió en una celebridad en Vietnam (llegando a incursionar en el modelaje), tras su retiro Nguyễn se inclinó por permanecer vinculado a las artes marciales entrenando a jóvenes taekwondistas. 

### Palmarés internacional
| Juegos Asiáticos            | Juegos Asiáticos              | Juegos Asiáticos  | Juegos Asiáticos |
| Año                         | Lugar                         | Medalla           | Categoría        |
| --------------------------- | ----------------------------- | ----------------- | ---------------- |
| 1998                        | Bangkok (Tailandia)           | Medalla de bronce | +83 kg           |
| 2002                        | Busan (Corea del Sur)         | Medalla de plata  | +84 kg           |
| Campeonato Asiático         |                               |                   |                  |
| Año                         | Lugar                         | Medalla           | Categoría        |
| 2000                        | Hong Kong (China)             | Medalla de plata  | +84 kg           |
| 2004                        | Seongnam (Corea del Sur)      | Medalla de oro    | +84 kg           |
| 2006                        | Bangkok (Tailandia)           | Medalla de bronce | +84 kg           |
| 2008                        | Luoyang (China)               | Medalla de plata  | +84 kg           |
| Juegos del Sudeste Asiático |                               |                   |                  |
| Año                         | Lugar                         | Medalla           | Categoría        |
| 1999                        | Bandar Seri Begawan (Brunéi)  | Medalla de oro    | +84 kg           |
| 2001                        | Kuala Lumpur (Malasia)        | Medalla de oro    | +84 kg           |
| 2003                        | Hanói / Ho Chi Minh (Vietnam) | Medalla de oro    | +84 kg           |
| 2005                        | Manila (Filipinas)            | Medalla de oro    | +84 kg           |
| 2007                        | Nakhon Ratchasima (Tailandia) | Medalla de oro    | +84 kg           |

## Trayectoria en el baloncesto
Tras recuperarse de una lesión en 2003, comenzó a entrenar con un equipo amateur de fútbol en Ho Chi Minh sólo con el objetivo de recuperar su estado físico; sin embargo al año siguiente decidió practicar baloncesto, deporte que lo entusiasmaba más. Usó por varios años las instalaciones del club Joton, hasta que en 2007 su nombre fue agregado al plantel superior de la institución que competía en los torneos oficiales de Vietnam. A partir de 2010, luego de haber renunciado definitivamente a la alta competición en taekwondo, Nguyễn empezó a actuar más regularmente con su equipo, jugando en la posición de pívot.
El multiatleta fue parte del plantel del Joton que conquistó el campeonato nacional en 2014. Al año siguiente, empero, su club se disolvió por problemas económicos, por lo que fue fichado por el Saigon Heat. En su nuevo equipo permanecería hasta junio de 2017, teniendo la oportunidad de actuar a nivel internacional en la ASEAN Basketball League. Pasó luego a los Thang Long Warriors, donde jugó en buen nivel pero una lesión le impidió terminar la temporada. 
En 2018 decidió hacer una pausa en su carrera como baloncestista, para retomar la práctica del taekwondo y representar a Thanh Hóa en el Congreso Nacional de Deportes, donde finalmente resultó campeón.
Nguyễn retornó al baloncesto en abril de 2019, cuando arregló su incorporación a los Danang Dragons, el tercer club de la Vietnam Basketball Association para el que jugaría. Con los Dragons actuó hasta fines de agosto de 2021, dejando al equipo luego de que se cancelara la temporada de la VBA debido a un rebrote del COVID-19 en el país. 
La última experiencia de Nguyễn en el baloncesto competitivo fue en 2022 con los 3F Galaxy, un equipo de Hanói enrolado en una liga menor regional.

### Clubes
| Club                | País    | Año         |
| ------------------- | ------- | ----------- |
| Joton               | Vietnam | 2007 - 2014 |
| Saigon Heat         | Vietnam | 2015 - 2017 |
| Thang Long Warriors | Vietnam | 2017        |
| Danang Dragons      | Vietnam | 2019 - 2021 |
| 3F Galaxy           | Vietnam | 2022        |

### Selección nacional
Nguyễn integró la selección de baloncesto de Vietnam que compitió en el torneo de baloncesto masculino de los Juegos del Sudeste Asiático y en el Campeonato SEABA de 2017, terminando en ambas competiciones en la sexta posición. 